# Cinto Caomaggiore
Cinto Caomaggiore är en ort och kommun i storstadsregionen Venedig, innan 2015 provinsen Venedig, i regionen Veneto i Italien. Kommunen hade 3 232 invånare (2018).